# UNITED for Intercultural Action

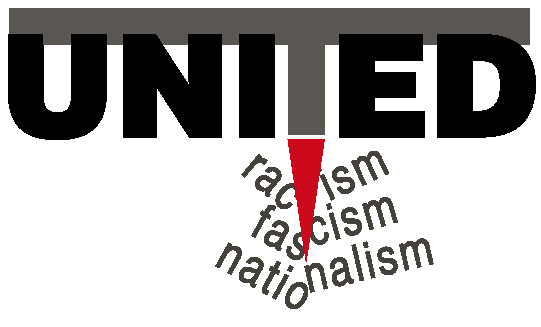
Logo von UNITED for Intercultural Action

UNITED for Intercultural Action ist ein pan-europäisches Netzwerk gegen Nationalismus, Rassismus, Faschismus und für die Unterstützung von Einwanderern und Flüchtlingen. In dem Netzwerk sind über 560 Organisationen in 49 europäischen Ländern organisiert. Seit der Gründung 1992 ist die Amsterdamer Organisation nach eigenen Angaben unabhängig von allen politischen Parteien, Organisationen und Staaten.
Das Europäische Adressbuch gegen Rassismus wird jährlich vom Verein publiziert. Im Adressbuch sind europäische Organisationen verzeichnet, die aktiv gegen Rassismus, Faschismus, Nationalismus kämpfen oder sich für Einwanderer und Flüchtlinge einsetzen. Weiterhin werden mehr als 2200 Organisationen und über 130 Sponsorvereine aufgelistet. Die durchsuchbare Onlineausgabe beinhaltet über 4000 Einträge.
Im Kalender des Internationalismus veröffentlicht der Verein Informationen über wichtige Veranstaltungen, Seminare, Schulungen, Konferenzen, Ausstellungen, Festivals etc. die thematisch im Feld Antirassismus, Antinationalismus, Antifaschismus, Unterstützung von Einwanderern, Flüchtlingen und Menschenrechten angesiedelt sind. Die Onlineausgabe wird wöchentlich aktualisiert. Eine Printausgabe wird europaweit an 2500 Kontakte verschickt.
UNITED for Intercultural Action dokumentiert seit 1993 Todesfälle von Personen auf der Flucht. Auf dieser Basis wurde 2018 das Buch Todesursache: Flucht. Eine unvollständige Liste veröffentlicht, herausgegeben von Kristina Milz und Anja Tuckermann.
Jedes Jahr finden folgende, von United koordinierte europaweite Kampagnen statt:
- 21. März Aktionswoche gegen Rassismus
- 20. Juni Internationaler Flüchtlingstag
- 9. November Internationaler Tag gegen Faschismus und Antisemitismus

Im Rahmen des Friedensdienstes arbeiten Zivildienstpflichtige vom österreichischen Auslandsdienst und von der Aktion Sühnezeichen Friedensdienste bei United mit.

## Buchveröffentlichung
- Heribert Prantl, Rolf Gössner, Stephan Lessenich, Bernd Mesovic, Heike Martin, Heinrich Bedford-Strohm, Carlos Collado Seidel, Kristina Milz (Hrsg.), Anja Tuckermann (Hrsg.): Todesursache: Flucht. Eine unvollständige Liste. 2. Auflage. Hirnkost, Berlin 2019, ISBN 978-3-947380-29-9.